# Historia prehispánica de Tlaxcala
Los tlaxcaltecas  fueron un pueblo indígena que habitó el estado de Tlaxcala, México. Su florecimiento tuvo lugar aproximadamente en 1520. Estructurados según en parecer de los europeos en una especie de república confederada. El hecho de que jamás fueron sometidos por los mexicas les llevó a estar rodeado de pueblos vasallos de los mexicas, lo que les impedía comerciar con libertad.
Gracias a concertaciones políticas y tratos con los mexicas, lograron preservar su autonomía y llevar a buen término el florecimiento de las artes.
Su declaración libre y soberana fue después de la Constitución política. A la llegada de los españoles en 1519, los tlaxcaltecas, al frente de Xicohténcatl, enfrentaron a los conquistadores de Hernán Cortés para después ser sus aliados fieles en la guerra contra Tenochtitlan.

## Orígenes

### Los primeros tlaxcaltecas
En el centro de México destacaron los grandes valles del altiplano: el de México y el poblano-tlaxcalteca. En el valle poblano-tlaxcalteca aproximadamente hacia 1800 a. C. había grupos agricultores que trabajaban en forma familiar, cultivando maíz, fríjol, chile, calabaza y tomate; completaban su dieta con los productos de caza y recolección. Habitaban aldeas permanentes formadas por chozas. Tenían comunicación con la gente del valle de Tehuacán y el golfo de México, con la que llegaron a mezclarse.
Años posteriores la población tlaxcalteca aumentó y en consecuencia el número de aldeas, muchas de las cuales al extenderse se convirtieron en villas. Los tlaxcaltecas producían con la cooperación de toda la familia; regaban sus cultivos utilizando canales, tenían hornos para cocer cerámica, pequeñas plataformas para celebrar sus ceremonias religiosas y rendían culto al dios del fuego Huehueteotl.
A medida que el tiempo transcurría la población aumentó hasta que se formaron pueblos. Surgieron construcciones residenciales, se elevaron estelas y sarcófagos de piedra, y cada vez se rendía culto a un mayor número de deidades. Allí los sacerdotes fueron adquiriendo más y más importancia y llegaron a dominar a la población, empezando así a construirse centros ceremoniales.
Se cree que entre los años 200 a. C. y 700, la civilización mesoamericana alcanzó su máximo esplendor. Anteriormente, la gente vivía en comunidades agrícolas y en pueblos sin ninguna planificación, ahora se construían grandes ciudades planificadas. Aumentó más la población y se incrementaron el comercio y la actividad agrícola.
Los sacerdotes gobernaban y se encargaban de impulsar la cultura. Fueron ellos quienes lograron que la agricultura, la escultura y la pintura alcanzaran su apogeo y que realizaran notables progresos en escritura figurativa, matemáticas y astronomía, por lo que se ha llamado a esta etapa periodo teocrático.

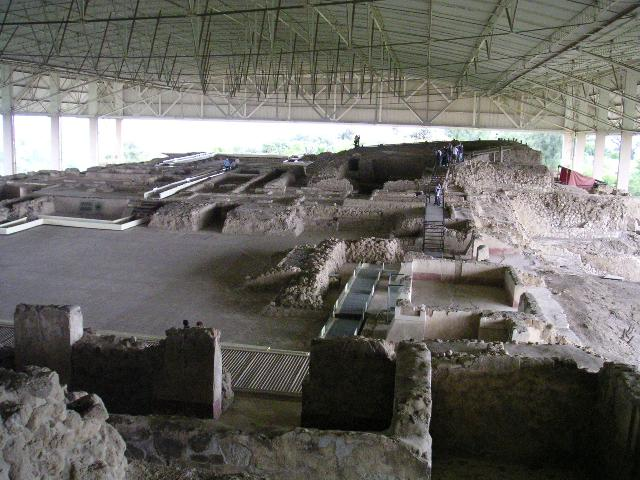
Vista sobre el Gran Basamento de Cacaxtla.

Teotihuacán estuvo a la cabeza de las ciudades teocráticas mesoamericanas y su caída marcó el fin de este periodo. En Tlaxcala son dos las fases que corresponden al periodo teocrático. En la primera, se experimentó un auge cultural. Desaparecieron las aldeas dispersas y la población se concentró en centros urbanos que contaban con plazas, calles, centros ceremoniales, tumbas. No obstante ser una gran cultura local, poco a poco comenzó a decaer porque la mayoría de sus artesanos y muchas personas importantes se fueron a vivir a Teotihuacán, atraídos por la prosperidad y el trabajo que había en esa gran ciudad religiosa y cultural. Hubo entonces, en la siguiente fase, un mayor auge en la agricultura y reinó una relativa paz en el centro de Tlaxcala. En otros puntos de la región no ocurría igual, y sobre todo en la región de Nativitas, donde la invasión de los olmecas-xicalancas ocasionó intranquilidad y luchas por el poder y la tierra. Los olmeca-xicalancas, provenientes de la costa, eran mercaderes que controlaban las mercancías procedentes del Golfo de México y del sureste. Se establecieron en Tlaxcala sin encontrar ninguna resistencia porque la zona que eligieron se hallaba despoblada. Su capital se situó en la fortificación de Cacaxtla, en lo alto de un cerro, donde se han descubierto pirámides muy importantes y pinturas que testimonian sobre las luchas que libraron con otros grupos. También fueron dueños de pequeñas ciudades-fortalezas alrededor de su capital, como Xochitécatl y otras en el área de Calpulalpan, situadas al norte del estado.
En esa época los olmeca-xicolancas tomaron Cholula y dominaron la altiplanicie poblano-tlaxcalteca. A partir de entonces, sucedieron en la Tlaxcala prehispánica diversos cambios políticos.
Entre los años 700 y 1100, algunos grupos de toltecas integrantes de otra gran cultura de Mesoamérica, cuyo auge fue posterior a la teotihuacana se establecieron en Cholula, en Tlaxcala y en sus alrededores.
Esos grupos toltecas vivieron esclavizados por los olmeca-xicalancas hasta que, con ayuda de los otomíes, no solamente se emanciparon, sino que los vencieron. Como pago o sus servicios, los otomíes recibieron tierras en el sur de la actual ciudad de Puebla, donde fundaron los señoríos de Cuauhtinchan y Totonihuacan a principios del siglo XIV. Parte de estos otomíes llegaron a territorio tlaxcalteca y se establecieron principalmente en Tlachco, Atlangatepeque, Xipetzinco, Ueyotlipan, Atotonilco, Altzayanca, Tequexquitla e Ixtenco. Uno de sus grupos, muy influidos por los huastecos, ocupó el norte del estado, dando origen a la cultura Tlaxco.

### Origen de los señoríos de Tlaxcala

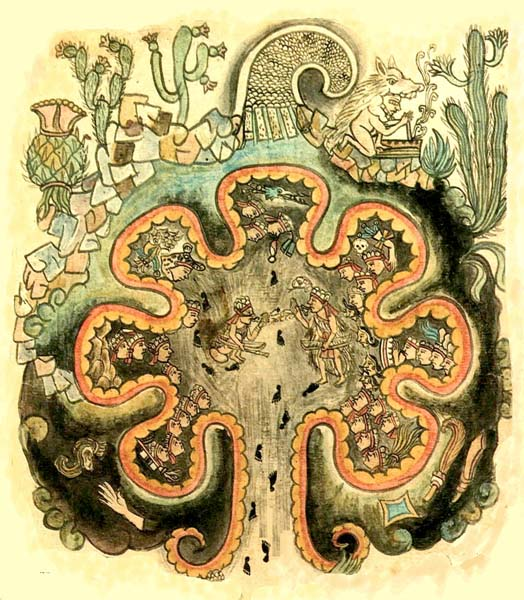
Las 7 cuevas donde salieron las 7 tribus (incluyendo a los Tlaxcaltecas)

De 1290 a 1519 tuvo lugar la invasión del grupo teochichimeca-tlaxcalteca o texcalteca, una de las siete tribus nahuatlacas que había salido de Chicomoztoc, o lugar de las siete cuevas, hacia el valle de México donde, según narran las crónicas, fundaron Poyauhtlán en el año 2 pedernal (1290), a orillas del lago de Texcoco. Llevaban una existencia primitiva y vivieron en cuevas hasta que otros grupos los obligaron a emigrar. Peregrinaron entonces por el Popocatépetl y Huexotzinco y llegaron finalmente a la región ahora llamada Tlaxcala. Allí se apoderaron de la sierra de Tepeticpac, y con el tiempo la llamaron Tlaxcallan, A esa ciudad en especial se le tomó mucho significado por sus importantes avances en la astronomía. Ya que si eran, nómadas en busca de un territorio fértil, con grandes planicies para su asentamiento, rendían culto a las estrellas por considerarlos "entes" divinos. Un asentamiento muy importante fue el de la ciudad de Cacaxtla, que es relevante por sus pinturas rupestres, aún conservadas y muy visitadas.fueron hechas por cazadores que registraban sus hazañas dentro de su actividad, los llamados "Tlachis" o "Tlachiqueros".

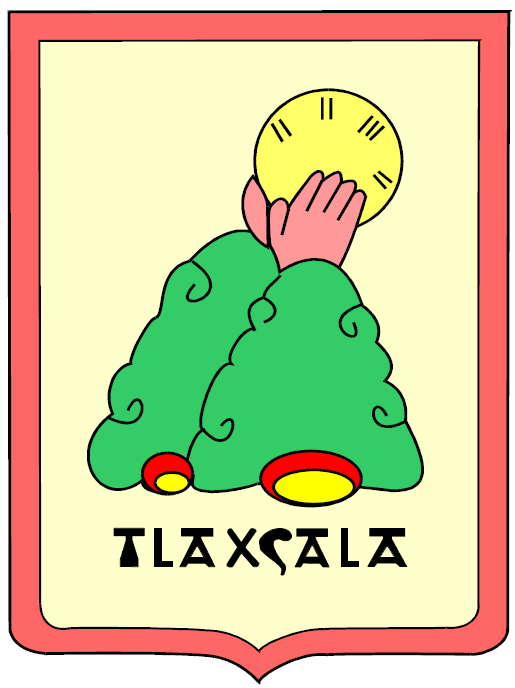
Jeroglífico de Tlaxcallan

En el año 5 pedernal (1348), los teochichimecas, guiados por su dios Camaxtli, y conducidos por su caudillo Culhuatecuhtli (quien expulsó de la región a los últimos olmeca-xicalancas y toltecas), se convirtieron en señores poderosos, hicieron la paz con sus vecinos y se dedicaron tranquilamente a poblar esas tierras. Comenzó entonces la vida social y política de la nación tlaxcalteca y se fundó el primer señorío de Tepeticpac, con un solo señor como jefe; el mismo Culhuatecuhtli. Este le cedió a su hermano menor, Teyohualminqui o Teyohuaymiqui, buena parte de la provincia de Tlaxcallan, con lo cual se fundó después de 1384 el segundo señorío de Ocotelulco, mayor y más importante que el primero.
La creación del tercer señorío ocurrió de la siguiente manera: los de Cholula dieron muerte al señor de Ocotelulco y se apoderaron de sus tierras. Algunos de los vencidos huyeron y fundaron Tizatlán, que con el tiempo, llegó a competir en grandeza y prosperidad con los otros dos señoríos.
El cuarto señorío, Quiahuiztlán, se fundó con otro grupo de teochichimecas que llegó al valle de México en el siglo XIV, pues Culhuatecuhtli les había prometido tierras para que se establecieran en Tlaxcallan.
Cada uno de los cuatro señoríos tenía su propio territorio y su propio gobierno. Aliados, formaron la confederación de Tlaxcala por medio de sus jefes, que los representaban y decidían los asuntos comunes a toda la provincia, en una especie de consejo. Esta confederación presentaba una organización parecida a la “República de Tlaxcallan” porque, aunque no existieran entonces instituciones republicanas, cada señorío era autónomo.

### Gobernadores o Caciques de los 4 señoríos

#### Tlatoanis o gobernadores de Tepeticpac
- Culhuateantlicuanez
- Atexacalihuehue
- Patzinteuntli
- Cocotzin
- Teixtlacohuatzin
- Umacatzin
- Tlehuexolotzin (c. 1510)

#### Tlatoanis o gobernadores de Ocotelulco

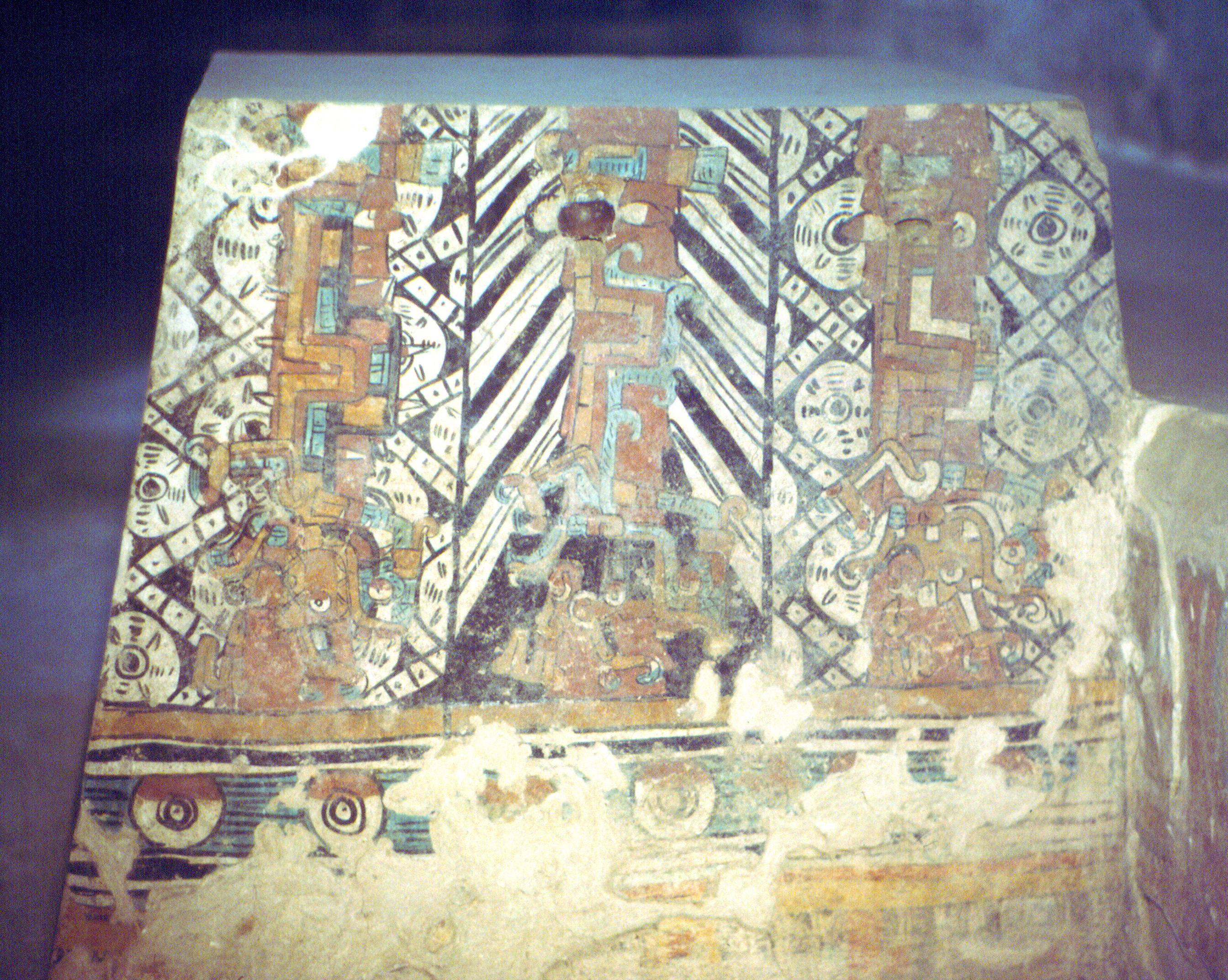
Mural Policromático de Ocotelulco

- Mural Policromático de OcotelulcoCucuitacatl (germà de Culhuateantlicuanez de Tepectipac)
- Papatotl
- Culhuateyohualminqui
- Acantetehuatecuntli
- Cuitlizcatecuhtotolin
- Xohuatecuhtlimemelec
- Tlacomihuatzin
- Macatzin
- Maxicatzin (c. 1510)
- Tianquitztlatohuatzin

Tlatoanis o gobernadores de Teotlaplam
- Xayamachan

#### Tlatoanis o gobernadores de Tizatlan
- Xayamachan (de Teotlapam)
- Tepolohuatecuhtli
- Zozoe
- Atlahua
- Aztahuatlacaztalli
- Huitlalotecuhtli
- Xayacamachan
- Xicotencatl (c. 1510)
- Axayacatzin

#### Tlatoanis o gobernadores de Quiahuiztlan
- Mizquitl
- Timatecutli
- Taxcayohua
- Coahuatzintecuhtli
- Quuetzahuitzin Zacancatzin
- Iyactzin Teohuatecuhtli
- Citlalpopocatzin (c. 1510)
- Tlalentzin Temilotzin

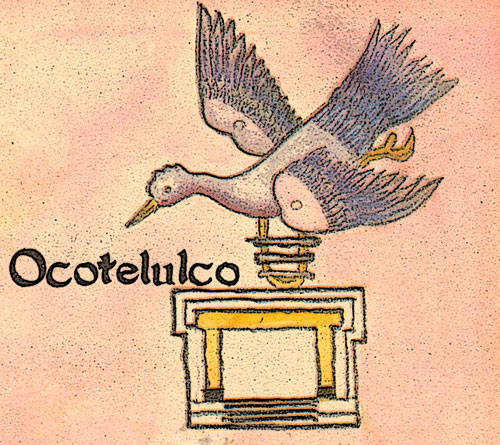
Jeroglífico de Ocotelulco
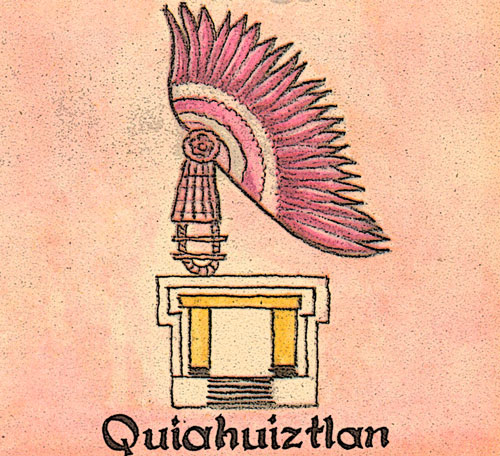
Jeroglífico de Quiahuiztlán
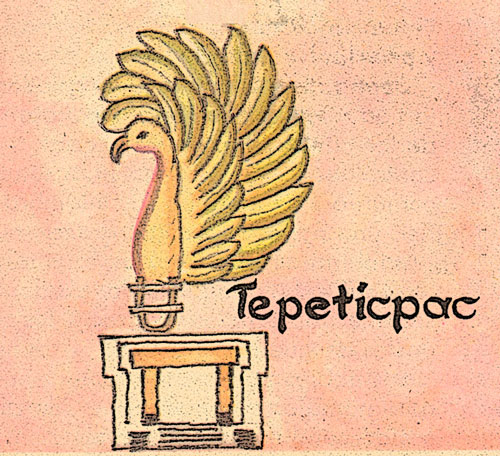
Jeroglífico de Tepeticpac
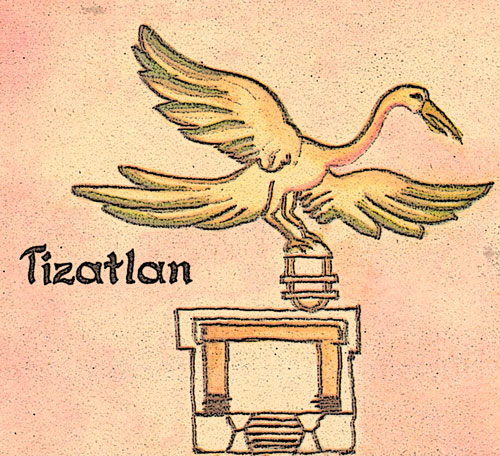
Jeroglífico de Tizatlán

Se permitió a los otomíes seguir viviendo en los alrededores, como trabajadores y soldados para que cuidaran tas fronteras de la provincia, siempre amenazadas por el poderoso señorío mexica. Tlaxcala se protegía también con las fortificaciones del Peñón de Hueyotlipan y el cerro de Quautepeque al noroeste y con Cacaxtla al sureste. Esta última había sido construidas por los olmeca-xicalancas, pero fueron usadas y reedificadas por los tlaxcaltecas.

## Organización económica

### Tenencia de la tierra y principales cultivos
Dentro de las formas de propiedad de la tierra estaban los barrios de los pueblos tlaxcaltecas, que controlaban ciertas tierras para el uso común o individual de sus miembros. Así, una parte de esas tierras se distribuía entre los jefes de familia y otra era trabajada por todos para sostener los templos y sufragar los gastos de guerras. 
Los nobles poseían terrenos patrimoniales que podían heredar a sus descendientes. Las tierras asignadas a cargos públicos eran trabajadas por macehuales o cultivadores libres, a quienes se les pagaba por sus servicios.
La agricultura era el soporte de la vida económica. Se practicaba usando la coa o bastón plantador y dependía de las lluvias. Los tlaxcaltecas sembraban maíz, fríjol, calabaza, tomate y maguey. Les gustaba preparar el maíz en forma de tortillas, tamales y atole. Era la base de su alimentación, la que complementaban con plantas, hierbas y frutos silvestres que recolectaban. En lugar de azúcar consumían el aguamiel de los magueyes y la miel de las colmenas de abejas cimarronas. Tenían pocos animales domésticos; solamente guajolotes y una raza de perros: los xoloitzcuintli. Nunca tuvieron animales de carga. En la actualidad no ha cambiado mucho su agricultura pues continua la siembra de maíz y se tienen pequeños corrales en donde se cultivan verduras para consumo familiar y otras aves como pollos, patos entre otros.

### Comercio y tributo

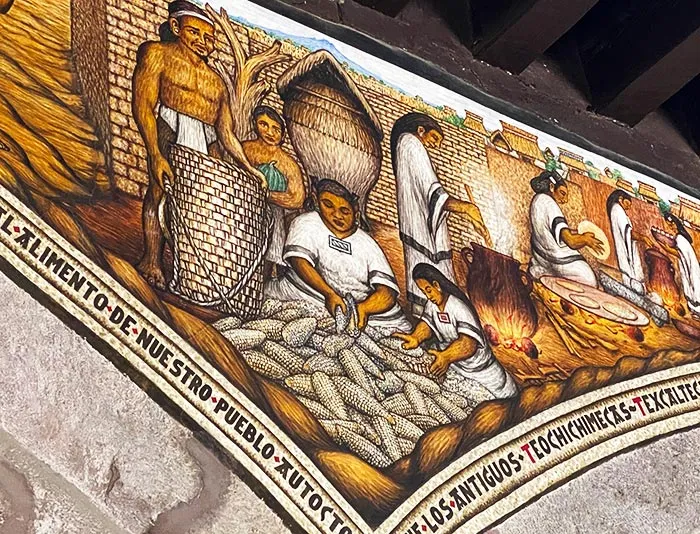
Mural representando al maíz, el principal alimento de los tlaxcaltecas, además de sus derivados como la tortilla o tamales

Comerciaban con lo que producían, especialmente maíz y cochinilla. Esta era un insecto muy apreciado porque con él se elaboraba una pintura color grana o roja utilizada en los textiles. A cambio de eso, recibían productos como cacao, algodón, chile, vainilla, plumas, tabaco, cera , miel y maguey.
El mercado de Ocotero era el principal centro comercial donde, según las crónicas, unas 20 000 personas acudían diario y a través del trueque o la moneda, comercializaban productos como cacao y pequeñas mantas de algodón traídas por los mayas. Había mucho orden y un juez decidía sobre las dificultades que surgían.
Debido a su enemistad con los tlaxcaltecas, los mexicas procuraron evitar que estos comerciaran, sobre todo con las regiones del Golfo de México. Por este motivo en Tlaxcala faltaron cacao, oro, plumas, algodón y sal por más de 60 años. Este último producto fue sustituido por otro similar, el tequexquitl, que aún ahora se produce en Nopalucan y Tequexquitla.
Cabe señalar que al comerciante lo llamaban pochteca, al mercado tianquiztli y a la compraventa o trueque, tianquitz. 
Los tlaxcaltecas nunca pagaron tributos a otros pueblos, pero sí a sus autoridades para su sostenimiento. En Tlamauhco (San Miguel), se encontraba la casa dedicada a recaudarlos.

## Política

### El gobierno

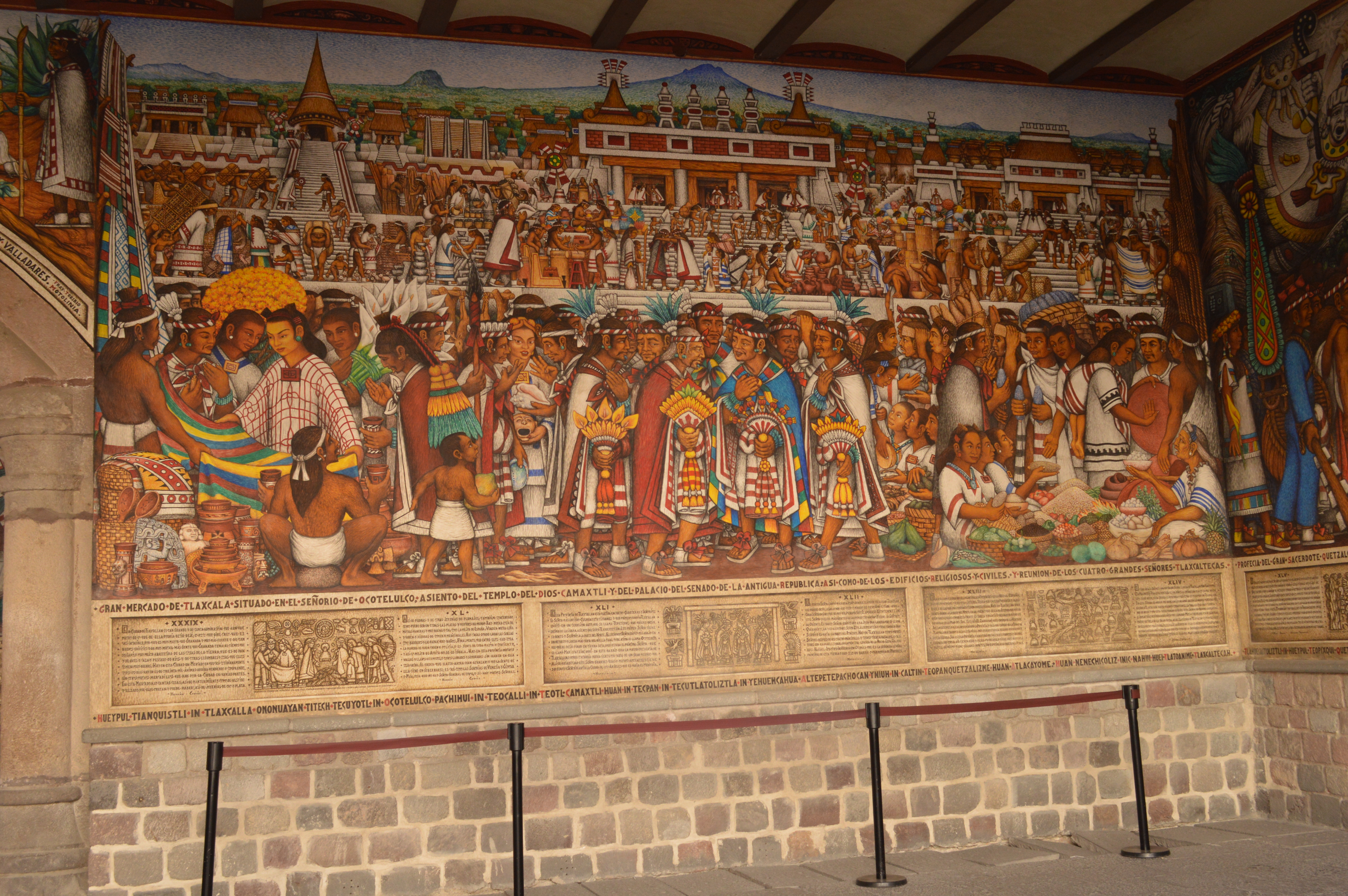
Gobierno de los Señoríos plasmado en los murales de Desiderio

Antes de la Conquista no existía ninguna ciudad llamada Tlaxcallan, pero Cortés, en sus Cartas de Relación, y además otros autores, creyeron lo contrario. Por ello ese nombre se le quedó a toda la provincia y luego, al fundarse la ciudad española; fue llamado tlaxcala. Los hispanos hallaron aquí un gobierno compartido entre los señores caciques de cada altépetl o señorío.
Los señoríos formaban una especie de federación. Cada representante gozaba de libertad dentro de su Señorío y tenía que reunirse con los otros tres para resolver negocios comunes como la guerra, la paz, los límites, las vías de comunicación y las relaciones con otros pueblos. En las campañas militares uno de ellos guiaba al ejército y los demás permanecían en la región. Cada uno de los cuatro señores se llamaba tecutlato y el puesto se heredaba, excepto en Quiahuiztlán, donde era de elección.
Cuando Hernán Cortés llegó a Tlaxcala en 1519, el Consejo o señorío, como lo llamó el fraile cronista Torquemada, estaba formado por Maxixcatzin, jefe de la cabecera de Ocotelulco y considerado como el principal Señor: Le seguía en importancia Xicohténcatl el viejo jefe de la cabecera de Tizatlan y Citlalpopocatzin, de lo de Quiahuiztlán. Había un consejo de ancianos que se reunía con el senado para tratar y discutir asuntos de justicia y de guerra.
Según los Padrones de Tlaxcala primer censo tlaxcalteca escrito en el siglo XV en náhuatl, cada cabecera estaba dividida en algunos tequitl, que incluían varios pueblos sujetos la nobleza pilotl
an con el de un santo y un toponímico nahua, como es el caso de San Nicolás Panotla. Cada uno de estos pueblos estaba a su vez dividido en barrios. Por ejemplo, Tizatlán tenía seis tequitl formados por 41 pueblos, Quiahuiztlán, cuatro tequitl con 42 pueblos, y Ocotelulco seis tequitl con 36 pueblos.

### Guerras

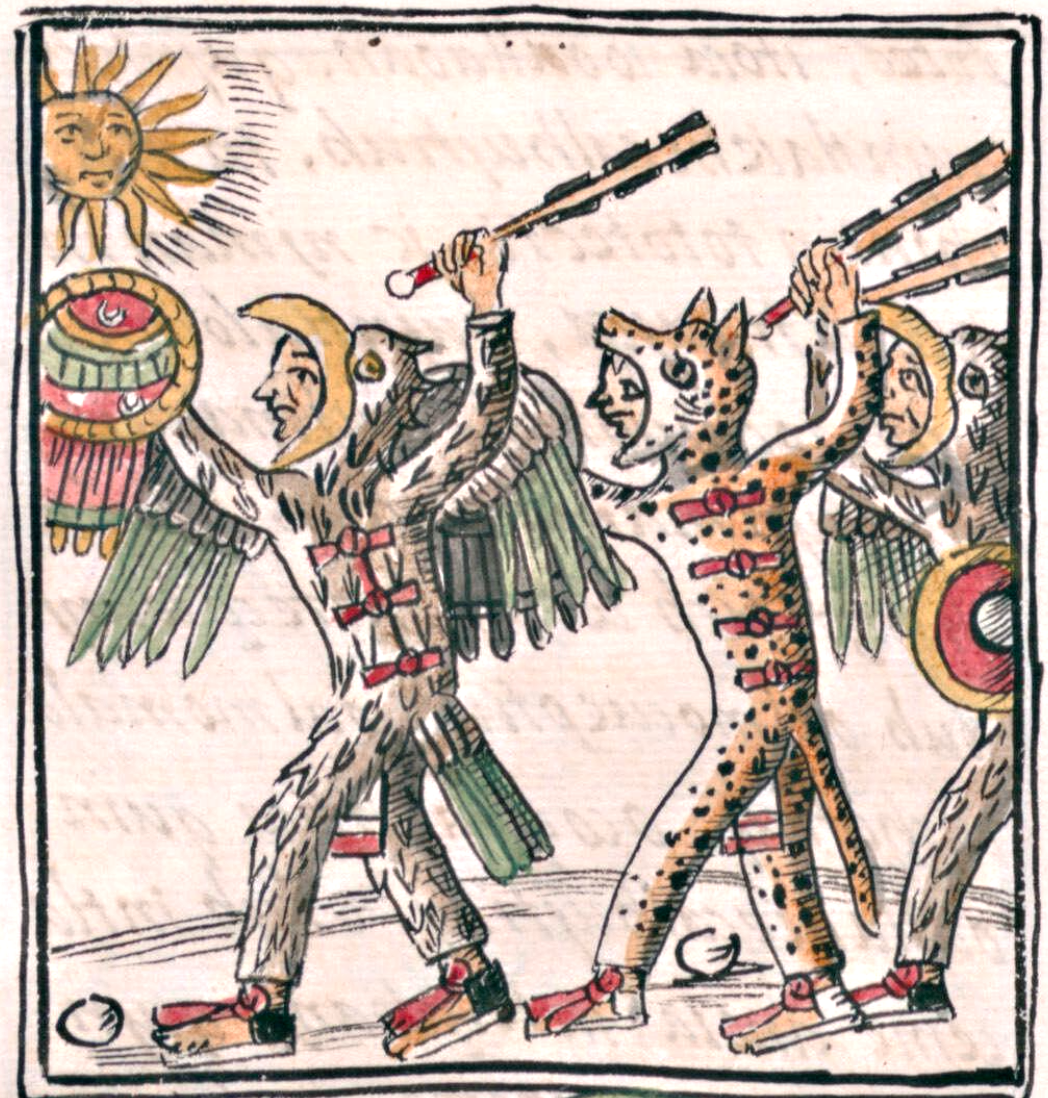
Guerreros mesoamericanos

Desde niños, se inculcaba a los tlaxcaltecas el espíritu guerrero y se les adiestraba poco a poco en el manejo de las armas, la carrera militar otorgaba un gran prestigio y los guerreros que lograban capturar un mayor número de prisioneros recibían honores. Usaban trajes más adornados mientras mayor era su jerarquía militar. En caso de que realizaran alguna proeza excepcional, podían recibir tierras y premios especiales y aun la dignidad de tecutli, que era la más alta. Además, se pensaba que si el guerrero moría en combate su alma iba a un paraíso especial. 
La guerra era algo muy importante en la vida política y social tlaxcalteca. En primer lugar, era el único medio de defenderse de los mexicas y sus aliados y, en segundo, proporcionaba prisioneros para sacrificar a los dioses.
Pertenecían al ejército todos los hombres capacitados. Las armas fundamentales eran la macana de madera con ángulos filosos de obsidiana; el dardo, que lanzaban con el átlatl; el arco y la flecha, y la honda y la lanza. 
Peleaban en grupos sin un sistema ordenado: allí cada grupo iba con su jefe y contaba con una insignia. Para defenderse usaban escudos cubiertos de pieles, o veces adornados con plumas y pinturas; además usaban prendas de algodón acolchado.
Los progresos realizados por los tlaxcaltecas en su organización y el arte, la ciencia y otros aspectos, despertaron la envidia de sus vecinos mexicas, cholultecos y huexotzincas, quienes los hostilizaban constantemente, en especial estos últimos, que no lograron conquistar Tlaxcala a pesar de haberse apoderado de otros señoríos a mediados del siglo XVI y de dominar la región.
Una guerra notable fue la realizada para auxiliar al famoso rey poeta de Texcoco, Netzahualcóyotl, quien refugiado en Tlaxcala, pidió ayuda para recuperar su reino. Cuando lo logró, quedó profundamente agradecido a los cuatro señoríos. Con el reinado del emperador Moctezuma Ilhuicamina empezaron las grandes conquistas aztecas o mexicas, mismas que causaran mucha preocupación en Tlaxcala, que ponían en peligro su relación comercial con otros pueblos. Entonces se inició una larga serie de guerras contra los aztecas o mexicas quienes fueron cercando a Tlaxcala, privándola del comercio con muchos pueblos y con ello de productos indispensables como la sal. 

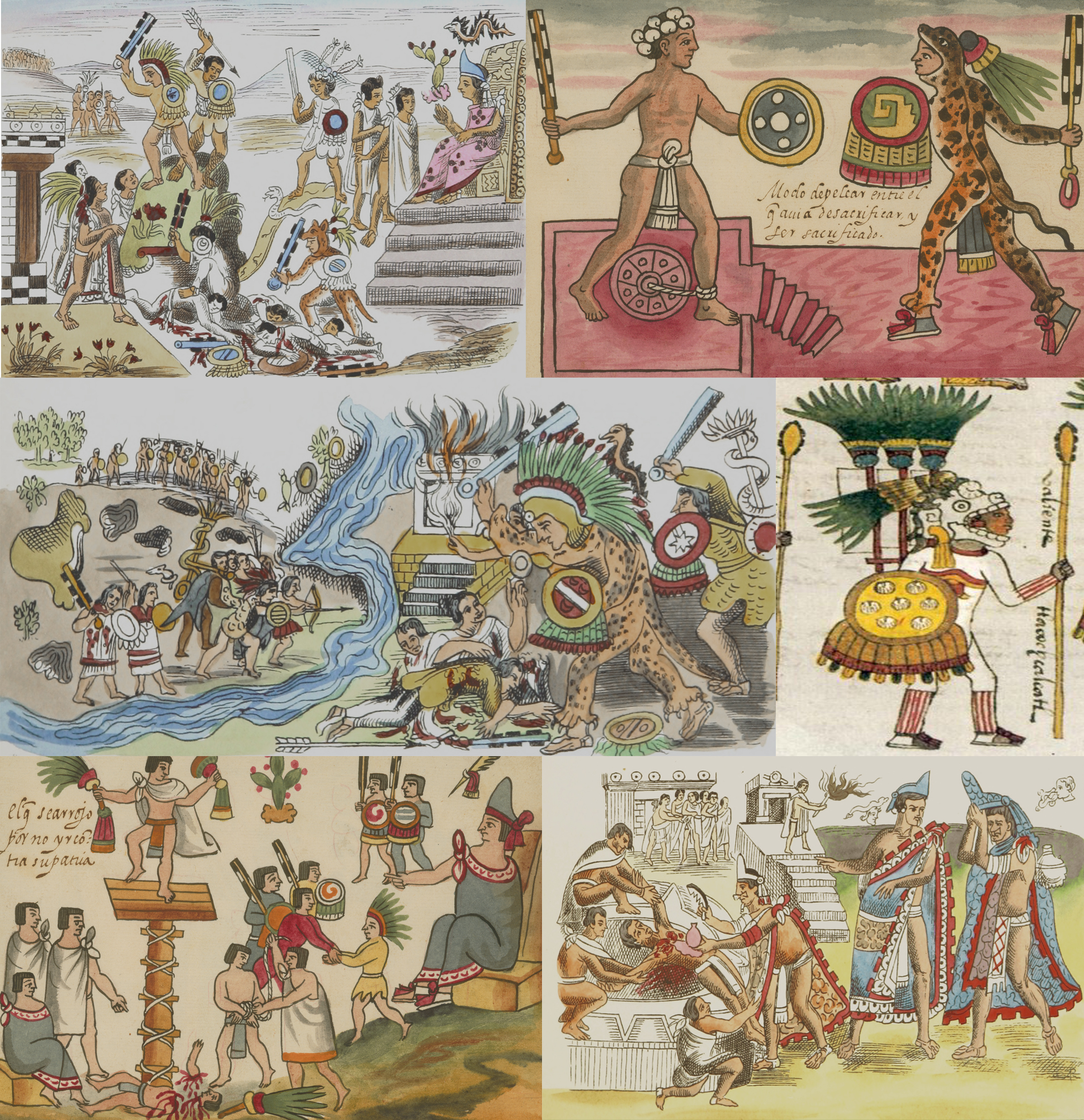
Collage de las Guerras Floridas

Los tlaxcaltecas, ante eso, adoptaron una técnica defensiva: rodearon lo provincia con grandes fosos, fuertes guarniciones, y sobre todo la protegieron con su famosa muralla. Muchos otomíes y chalcas se refugiaron en Tlaxcala y se comprometieron a guardar sus fronteras y a pagar tributos. Esta situación duró muchos años, en los cuales los tlaxcaltecas permanecieron cautivos dentro de sus propias tierras. 
Poco antes de la llegada de Hernán Cortés a México, Moctezuma II intensificó la lucha contra los tlaxcaltecas, aliándose con los cholultecas y los huexotzincas. Estos últimos, por su lado, se enfrentaron a Tlaxcala en dos grandes guerras, entraron en su territorio y causaron muchos estragos como represalia, los tlaxcaltecas invadieron Huexotzinco, quemaron las cosechas y arrinconaron a sus enemigos en lo alto de la sierra nevada. A su vez, estos pidieron auxilio a Moctezuma II, quien envió un ejército al mando de su hijo Tlacahuepantzin, que fue vencido y muerto en el valle de Atilxco por los tlaxcaltecas, entre los que destacaron por su valentía y destreza los capitanes Umacatzin, dos Xicohtécatl, padre e hijo, Acantetehua y otros.
Moctezuma II, enojado por lo muerte de su hijo, prosiguió la guerra contra Tlaxcala, la cual siempre era auxiliada por sus aliados, los otomíes. Como recompensa a su fidelidad, muchos señores tlaxcaltecas casaron a sus hijas con capitanes otomíes.

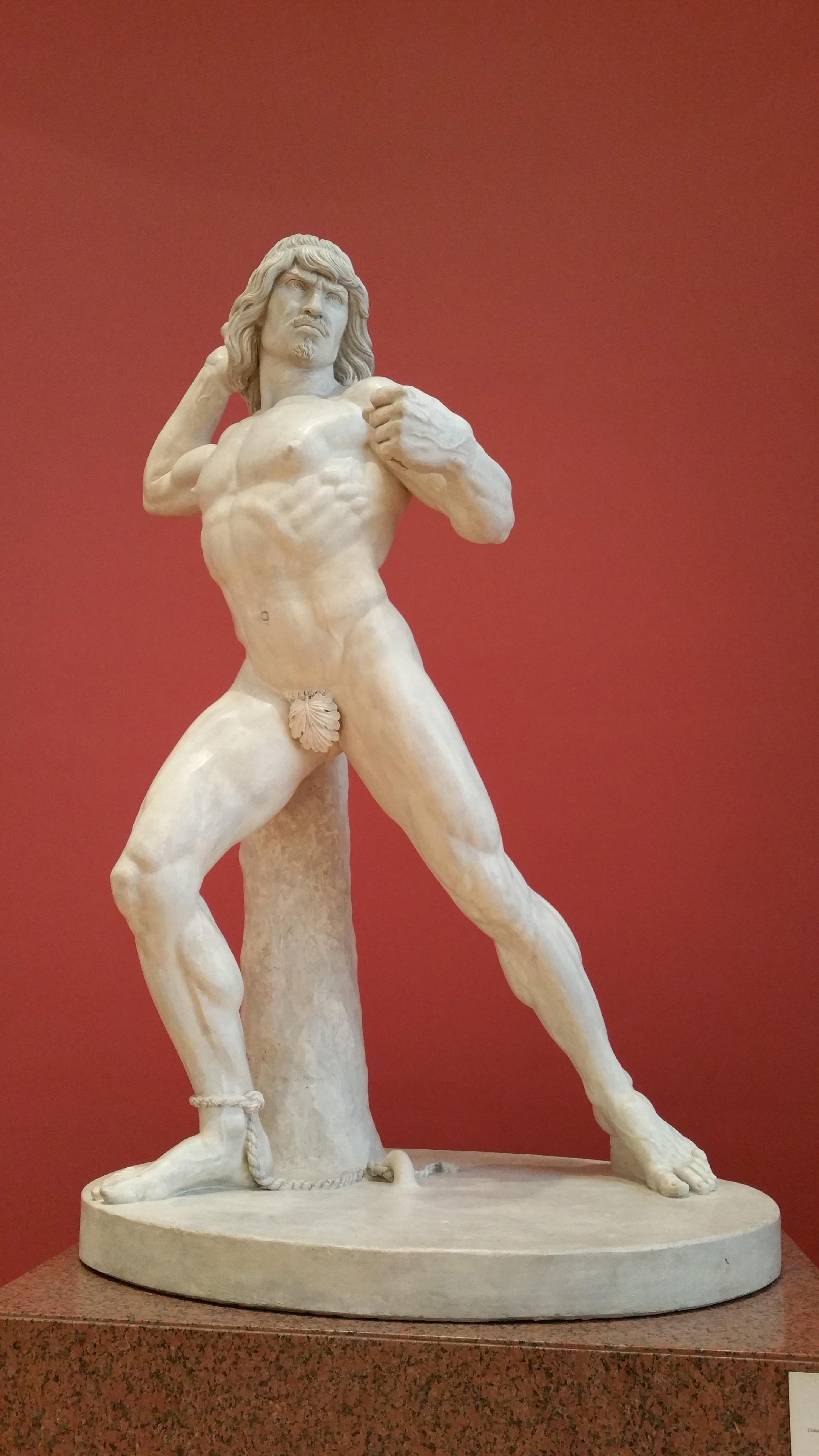
Tlahuicole, Guerrero Tlaxcalteca

En una de esas luchas, en que parece hubo más derrotas aztecas que victorias, los huexotzincas capturaron a Tlahuicole, de origen tlaxcalteca-otomí, y lo condujeron a lo presencia de Moctezuma II, quien admirando su valor, lo obligó a ir como capitán general de su ejército en lo campaña contra los purépecha. Tlahuicole no quiso regresar a Tlaxcala como traidor, por lo cual pidió la muerte en el sacrificio gladiatorio, en el que mató e hirió a varios guerreros antes de sucumbir. Con la llegada de Hernán Cortés se interrumpieron los planes de Moctezuma II para conquistar Tlaxcala, que era ya una gran fortificación militar y contaba con lo ayuda de muchos aliados, todos enemigos de los aztecas y en guerra constante contra ellos. Desde luego que en estas batallas contaba muchísimo la necesidad de conseguir prisioneros para sacrificarlos a sus dioses, como ocurrió en la llamada Guerra Florida que comenzó desde la época de Moctezuma I. Sin embargo, las pérdidas que sufrían en ellas ambos bandos eran demasiado grandes para que fueran solamente torneos rituales, por lo cual se supone la existencia de causas económicas políticas que provocaban esas batallas. Los españoles encontraron en Tlaxcala una nación independiente y como otras de Mesoamérica enemiga irreconciliable de los aztecas, a quienes odiaba tanto que se emparentó con ellos. A llegada de los españoles, los tlaxcaltecas pensaron aliárseles para vencer a sus eternos enemigos, apoyándose además en las viejas profecías de su pueblo, que anunciaban la llegada de hombres blancos y barbados.
Resistieron en un principio a los españoles y habiendo sido vencidos por estos se les unieron finalmente en su lucha contra el poderoso señorío mexica.

## Cultura

### Religión

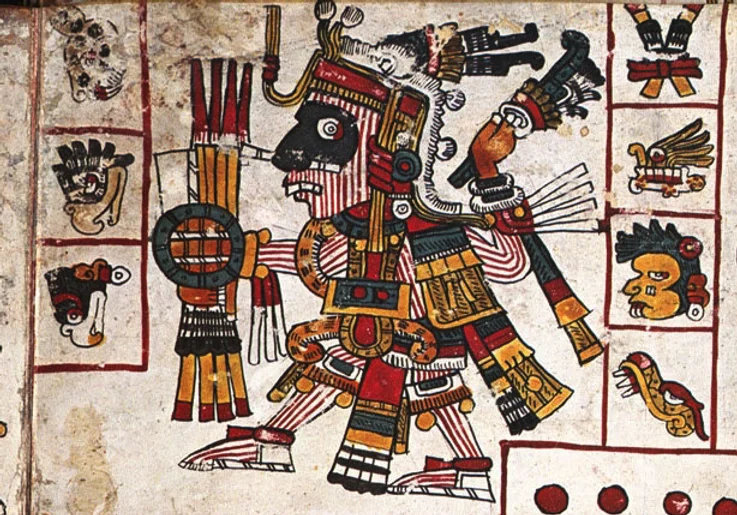
Camaxtli, principal dios de los Tlaxcaltecas (Codice Borgia)

La religión fue muy importante en la vida tlaxcalteca prehispánica e influía en las personas desde que nacían hasta su muerte. Sus efectos se hicieron sentir en el arte, las ciencias, los juegos, los deportes, el comercio, en la organización política y social y, de manera muy especial, en la guerra. 
Esa religión era politeísta, es decir, estaba animada por muchos dioses y muchas creencias, algunas heredadas de sus antepasados los chichimecas y otras adoptadas de los olmecas, teotihuacanos y toltecas.
El universo era dividido en dos mundos: uno horizontal y otro vertical. El horizontal se extendía hacia los cuatro puntos cardinales, cada uno de los cuales estaba dominado por ciertos dioses. El vertical comprendía nueve inframundos y nueve paraísos.
Camaxtli el dios principal, dios de la caza y de la guerra, representado con cabello largo, penacho de plumas y la pintura “estelar” negra cubriendo sus ojos. Su cuerpo estaba decorado de arriba abajo con líneas blancas, y una piedra transparente adornaba su nariz. Debajo del brazo llevaba unas pieles de conejo, en la mano derecha una canasta con comida y, en la izquierda, un arco con flechas. Algunos autores lo identificaban con el dios Mixcóatl y lo creen padre del dios Quetzalcóatl.

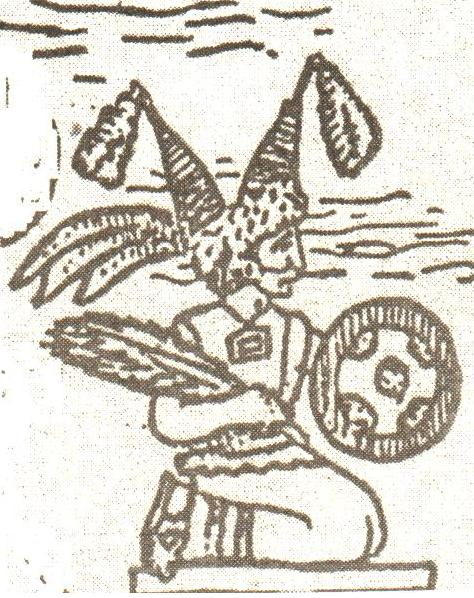
Toci, también una de los dioses principales. Adorada en Chiautempan

Se estima que el templo mayor dedicado a este dios estaba en Ocotelulco; era muy hermoso, circular y cubierto de paja. En él se encontraba la estatua de Camaxtli (que Moctezuma II intentó llevarse varias veces sin éxito) y delante de ello había plumas preciosas, algunas flechas viejas, un arco pequeño y otros objetos que se supone poseía el dios cuando guiaba a los chichimecas en su peregrinación. 
Tláloc, el dios del agua, era especialmente adorado en un lugar de la Malinche llamado Tlalocan. 
Dice la tradición que fue el primer dios que los tlaxcaltecas tallaron en piedra en ese lugar. Fray Martín de Valencia mandó destruir el ídolo en el siglo XVI.
Otros dioses importantes eran Toci, madre de los dioses o corazón de la tierra, Huehuetéotl dios viejo del fuego, Tezcatlipoca “el sacrificado”, identificado con la noche y con los dioses que significan muerte, maldad y destrucción, y Xochiquétzal, deidad de las flores y la primavera. 
A los volcanes Popocatépetl e Iztaccíhuatl los tenían por dioses y los consideraban marido y mujer; a Matlacueitl o Matlacueye la tenían por hechicera y adivina, casada con Tláloc. Creían también en una leyenda llamada de los cinco soles o edades por las que había atravesado el mundo. A los eclipses de sol o de luna los consideraban de mal agüero, al igual que a los cometas.
En honor a sus dioses practicaban los sacrificios humanos, especialmente de prisioneros de guerra. También eran comunes los autosacrificios como el ayunar, el sangrarse la lengua y las yemas de los dedos con una espina de maguey, y el desollamiento de los sacrificados con fines religiosos. Otro tipo de sacrificios era el gladiatorio, que consistía en morir combatiendo con otros guerreros. Así murió Tlahuicole, guerrero tlaxcalteca-otomí.
En sus templos siempre tenían encendido fuego y quemaban copal o tabaco molido para honrar a sus dioses. Durante la sequía realizaban procesiones y penitencias y ofrendaban a Tláloc. Rendían culto a los muertos y cuando algún cacique o gran señor fallecía, lo vestían lujosamente y lo adornaban con joyas; los principales del señorío lo llevaban en andas hasta una gran fogata a la que lo arrojaban junto con sus criados y con los que querían acompañarlo, luego recogían sus cenizas y, si se había distinguido por sus hazañas, le levantaban estatuas. A otros señores los sepultaban en vez de quemarlos y dejaban ofrendas a su lado. Después del entierro se celebraban espléndidas fiestas en casa del difunto.

### Educación

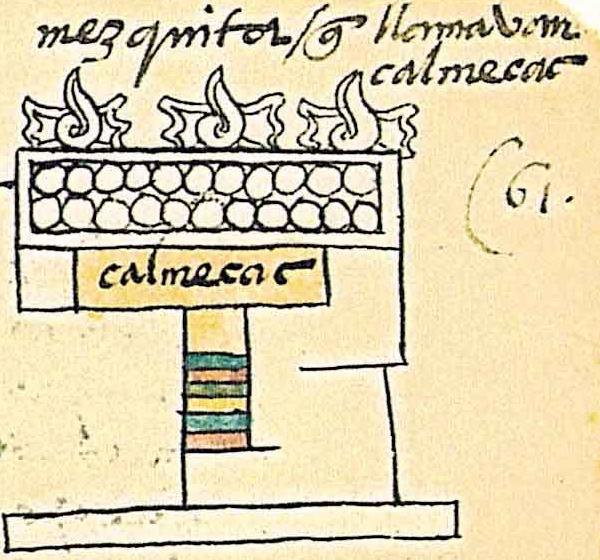
Calmécac, la escuela de los hijos de los nobles

Los padres tenían a su cargo la educación de los hijos pequeños, a los que llevaban a las labores del campo. Les enseñaban a emplear utensilios domésticos y a efectuar sencillas tareas caseras. Si eran menores de ocho años y cometían alguna falta solamente los aconsejaban y amonestaban, pero después de esa edad eran corregidos con varios castigos corporales.
Cuando cumplían 13 o 14 años, los varones debían trabajar por su cuenta y las niñas laborar en la cocina, hilar y tejer, hasta que se casaban, entre los 16 y los 18 años.
La educación empezaba después de los 15 años en dos escuelas: el telpochcalli, destinado a los plebeyos, quienes recibían entrenamiento militar, y donde aprendían artes y oficios, y el calmécac, que era la escuela para los nobles, a quienes se entrenaba militarmente y se educaba para ocupar altos puestos en el estado o para ejercer el sacerdocio. Los que escogían esto último permanecían en el calmécac toda su vida. Los maestros se encargaban de explicar las pinturas de los códices y hacían que los estudiantes aprendieran de memoria himnos, poemas, discursos y relatos tradicionales. 
Los alumnos del calmécac servían en el templo desde que ingresaban en él; por su parte, los del telpochcalli debían ayudar en las labores del campo, en la construcción de casas y participar en la guerra como escuderos. Los jóvenes permanecían en la escuela hasta que se casaban, cosa que ocurría entre los 20 y 22 años.
También había escuelas para preparar a las jóvenes como sacerdotisas; allí aprendían a tejer, a trabajar la pluma y a servir al culto del templo. Pero, la mujer estaba en situación de inferioridad con respecto al hombre. Desde niño, el tlaxcalteca debía someterse las leyes establecidas, si cometía algún delito como robar o asesinar, era severamente castigado por tribunales especiales o por el propio pueblo.

### Bases científicas
Los tlaxcaltecas tenían conocimientos de matemáticas, medicina, astronomía y ciencias naturales, entre otras disciplinas, los cuales aplicaron en la solución de problemas económicos y sociales.

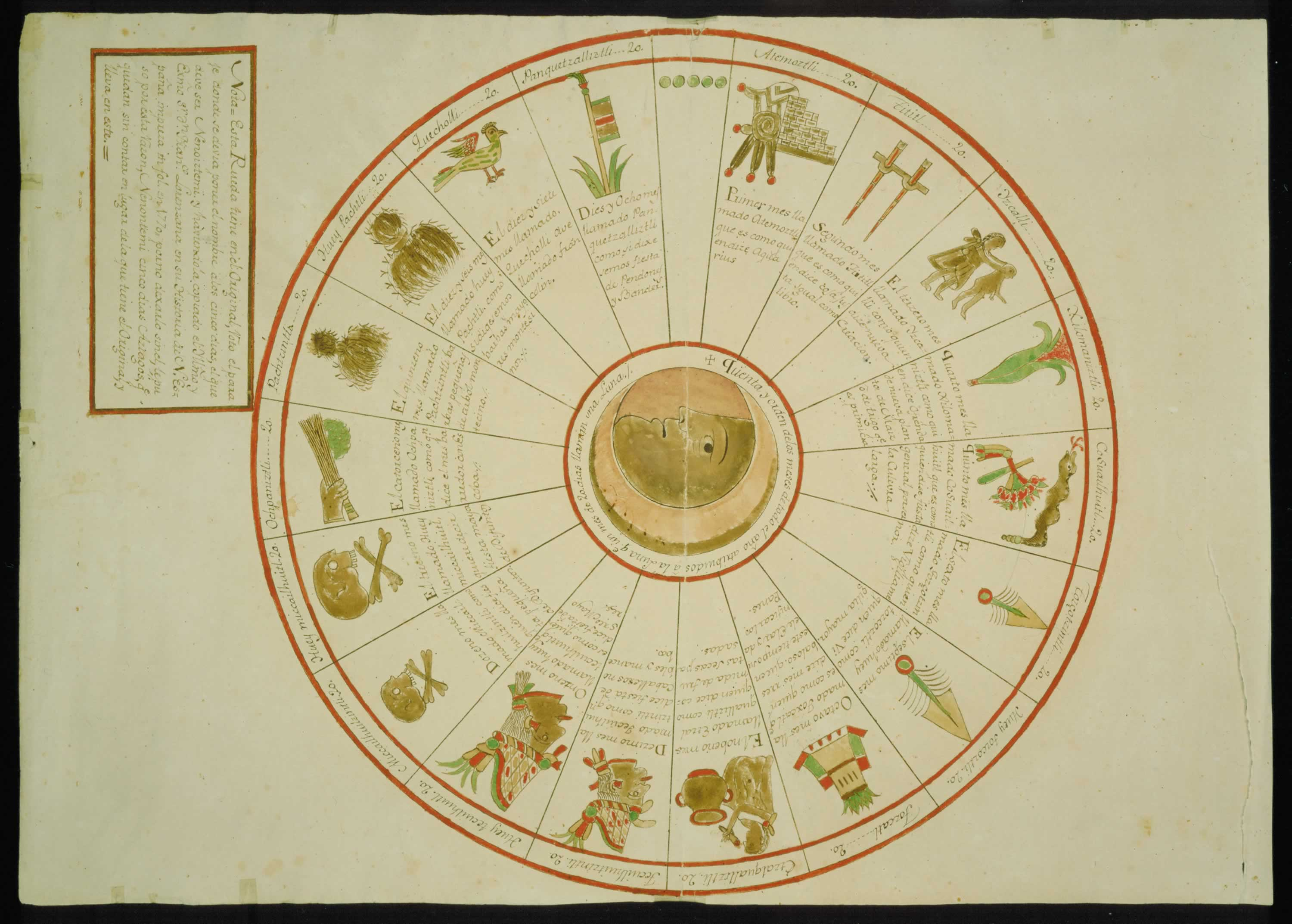
Calendario mesoamericano probablemente Tlaxcalteca

Se contaba con dos calendarios: uno ritual y otro solar. El ritual o religioso tenía 260 días divididos en 20 meses de 13 días cada uno. El solar o civil tenía 18 meses de 20 días, más cinco días que se consideraban nefastos o malos llamados nemonteni. Cincuenta y dos años integraban un siglo. Para elaborar su calendario, se basaron en cálculos matemáticos y en observaciones astronómicas que regían, en buena medida, los destinos de la población. Observaban los astros y otros fenómenos naturales como los eclipses.
En cuanto a sus conocimientos de medicina, curaban fundamentalmente por medio de plantas, hierbas, raíces, hojas y cortezas de árboles, con las que elaboraban bebidas, polvos, gotas, pomadas y emplastos medicinales. Llegaron o curar con más eficacia que los europeos de la misma época diversas enfermedades, así como quemaduras, heridas, hemorragias y picaduras de animales ponzoñosos.

### Arte, Escritura, Poemas e Instrumentos musicales

#### Poemas y Poesías Tlaxcaltecas
Los tlaxcaltecas se distinguieron por el buen uso que hicieran del lenguaje. Una prueba de ello son los cánticos con que triunfaron en un certamen poético convocado por Netzahualcóyotl, el rey poeta de Texcoco. También ganaron en otro concurso literario celebrado en Huexotzinco. La mayoría de la población hablaba náhuatl, aunque también algo de otomí y de pinome.
El Rey poeta Nezahualcóyotl ( coyote hambriento en náhuatl) señor de Texcoco. Un tiempo se mantuvo encubierto en Tlaxcala, donde pudo pasar inadvertido disfrazado de campesino. Es por ello que conoció ampliamente la idiosincrasia del pueblo tlaxcalteca y las bellas artes que se gestaban en este lugar.
Había escritores que componían tlatolli, o sea relatos y discursos, y cuicatl, poemas con ritmo, medida y entonación que a veces se acompañaban de música. Los teocuicatl eran poemas dedicados a los dioses, verdaderos himnos mitológicos a los que sedaba preferencia en la enseñanza escolar. Los teponazcuicatl requerían acompañamiento musical.
Entre los poemas indígenas más conocidos figuran Tecuanitzin, de la cabecera de Quiahuiztlán, hombre sabio y noble, autor del canto Xochipizahua; Camaxochitzin, Xicohténcatl padre (también notable orador), Xicohténcatl hijo; Xayacamachan (Tepolohuatl), y Motenehuatzin, hermano de Xicohténcatl el joven. Se conservan poesías como el Tlaxcaltecayotl, cuyo autor o autores son desconocidos.
Los tlaxcaltecas eternizaron en bellos cantares las victorias guerreras y las proezas de sus capitanes. Solían usar adagios, proverbios y preguntas o manera de adivinanzas. También componían fábulas y cuentos humorísticos.
La oratoria era muy común, especialmente entre nobles y embajadores, que demostraban grandes dotes y memoria asombrosa. Así, los cuatro señores que integraban el consejo eran excelentes oradores.
Hacían representaciones teatrales relacionadas con su vida diaria y con las proezas de sus dioses y de sus guerreros. Fue tan popular el arte teatral que se siguió cultivando en la época colonial. Había gente especializada en lo elaboración de escenarios y del vestuario de los actores, danzantes, cantores y bufones o uetzquiztomac.
Los nombres indígenas que aún se conservan en las poblaciones y lugares de Tlaxcala son testimonio del lenguaje náhuatl de sus antepasados. Lenguaje que usaron para formar lo que es la toponimia indígena.

#### Música

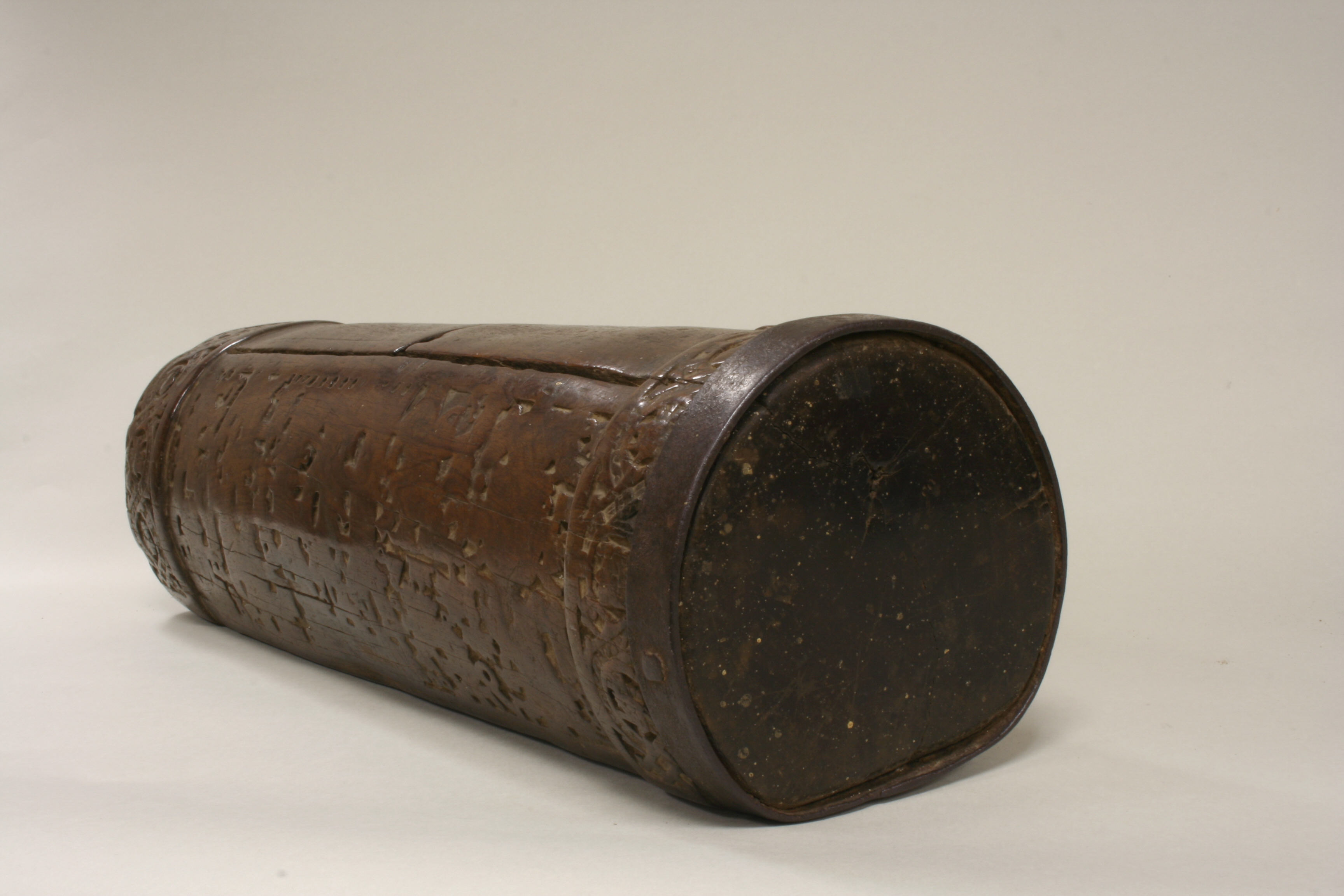
Teponaxtle, instrumento musical

La música tuvo un papel esencial en la vida prehispánica. Su ritmo era fuerte pero atonal. Sus diversas flautos no tenían una escala fija. El Teponaztli y el Huéhuetl eran los principales instrumentos musicales. El primero consistía en un tambor de madera con dos lengüetas y producía dos sonidos diferentes. Se trata de un instrumento de percusión, de madera tallada, que representó un personaje con tocado y collar de plumas, recostado boca abajo. En los ojos tiene incrustaciones de concha y pirita.
El huéhuetl era un tambor de cuero. Algunos instrumentos musicales complementarios fueron las flautas de barro, caracoles, silbatos, sonajas y raspadores. No se conocieron los instrumentos de cuerda.
Cuando llegaron los españoles casi toda la música indígena desapareció o bien fue modificada. Sin embargo muchos de sus instrumentos siguieron usándose durante la Colonia.
Tanto la música como la danza estaban relacionadas con la religión. Por lo que narran las crónicas se sabe que esta última se acompañaba con cantos. Los edificios prehispánicos tlaxcaltecas no fueron grandes. Con cal y piedra se erigieron templos o teocallis, palacios y casas que posteriormente, los españoles destruyeron paro levantar otros construcciones.

#### Principales Asentamientos (Cacaxtla y Señoríos)
La famosa muralla de piedra estaba situada en la frontera este y noroeste de Tlaxcala, en el lugar por donde entró Cortés o este territorio.
El conjunto arqueológico de Cacaxtla era una fortaleza que contaba con adoratorios, plataformas, plazas y pirámides y que junto con las colinas de Xochitécatl, dominaba el valle poblano-tlaxcalteca. Allí son notables los murales de colores, con influencia maya y teotihuacana, en los que resaltan las figuras humanas, o menudo haciendo la guerra, así como el hombre-jaguar y el hombre-pájaro.
Xochitecatl “lugar del linaje de las flores”, Su época temprana da claras muestras de influencias culturales teotihuacanas, cholultecas y totonacas, en donde se han descubierto tres pirámides. La de las Flores que por el área de su base es considerada la cuarta más grande de Mesoamérica, en esta pirámide se celebra cada año el equinoccio de primavera. La Pirámide de la Espiral considerada única en su género dedicada al Dios del viento Ehécatl y que fuera utilizada como observatorio astronómico. Por último la Pirámide de la serpiente llamada así porque se encontró una pila monolítica en forma de cabeza de serpiente.
Tepeticpac, el primer señorío que se fundó, tenía un palacio y distaba ocho kilómetros de Tizatlán. En este lugar se localizaron los vestigios del antiguo teocalli o templo, cuyos altares están decorados con jeroglíficos. Quiahuiztlán, a cuatro kilómetros de la ciudad de Tlaxcala cabecera del señorío del mismo nombre, también tenía un palacio, situado atrás de la actual iglesia principal.
Ocotelulco situado a tres kilómetros de la capital, cabecero de su señorío y gobernado por Maxixcatzin, era el centro administrativo y comercial de la zona. Tenía un espacioso mercado, un templo que quizá era el mayor en la provincia y un palacio con muchas instalaciones anexas, incluida una casado fieras. Los primeros franciscanos que llegaron a Tlaxcala vivieron en él un tiempo.
Los tlaxcaltecas practicaban la escultura, pero sus obras tenían formas rígidas. Representaban dioses, hombres y animales. Poco antes de la conquista, la región poblano-tlaxcalteca fue, famoso por su cerámica policromo, más variada que la azteca, y considerada como de las más hermosas y mejor fabricadas del México prehispánico.
Adornaban sus trajes, tocados, abanicos, divisas y estandartes con plumas de quetzal, garza, continga, arara, colibrí y papagayo, las que cosían por el cañón, o parte hueco, y colocaban unas sobre otras formando dibujos.
Los metales preciosos como el oro y lo plata no fueron muy comunes en la región, los obtenían de otros pueblos, por medio del comercio.
Otro arte que practicaron fue el de la incrustación de conchas, obsidiana y jade, en objetos de piedra, madera o hueso, como escudos, pectorales, máscaras y orejeras.